# Atelier für Glasmalkunst Halter

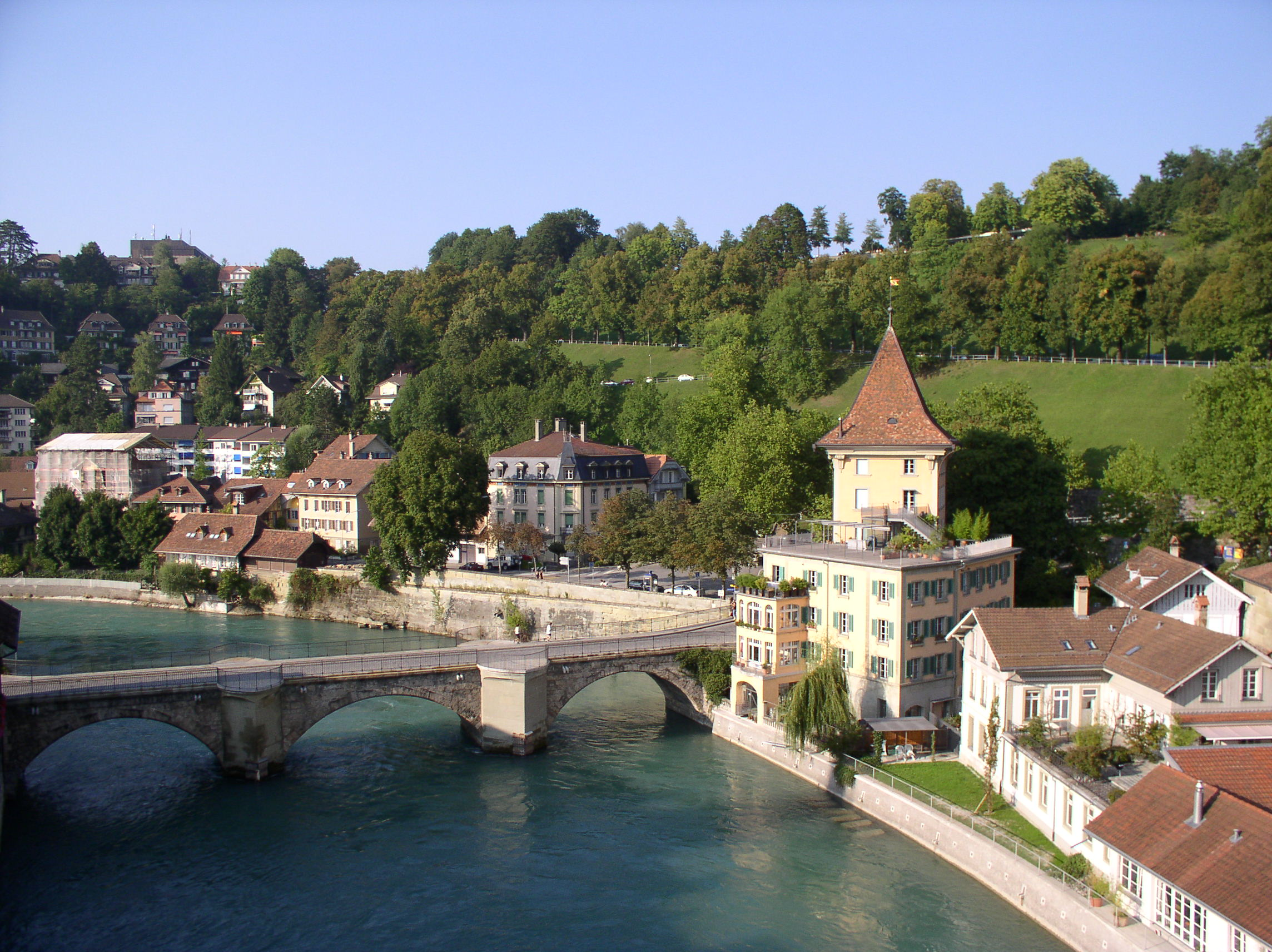
Am rechten Bildrand ist das Atelier für Glasmalkunst Halter am Klösterlistutz 10 in Bern zu sehen

Das Atelier für Glasmalkunst Halter in Bern wurde 1916 von Louis Halter gegründet und bestand bis 2016.

## Geschichte

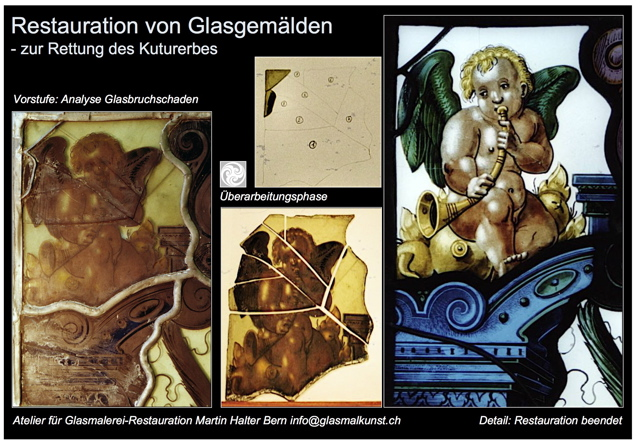
Dokumentierte Restaurationsarbeiten des Glasmaler-Ateliers Halter Bern

Louis Halter (1886–1956) wurde im Elsass geboren und absolvierte ab dem Alter von 14 Jahren eine Lehre als Glasmaler in der Werkstätte Ott Frères in Strassburg. Nach Gesellenjahren in Deutschland und Frankreich übersiedelte er 1911 in die Schweiz und gründete 1916 in Bern sein eigenes Atelier für Glasmalerei und Kunstglaserei, das sich ab 1923 am Klösterlistutz 10 am Ufer der Aare befand. Sein Sohn Eugen Halter (1920–1981) begann 1937 mit der Glasmalerlehre und bildete sich zudem im väterlichen Betrieb, den er 1956 übernahm, zum Kunstglaser aus. Eugens Sohn Martin Halter (* 1947) folgte ebenfalls seinem Vater und bildete sich in den Jahren 1965 bis 1970 zum Glasmaler und Kunstglaser aus. In Ergänzung besuchte er die Kunstgewerbeschule der Stadt Bern. Nach Studienaufenthalten in Europa machte sich Martin Halter 1973 selbständig, wobei er sich neben der Glasmalerei zusätzlich mit der Ausführung von Signet-Grafiken befasste. Nach dem Tod seines Vaters übernahm Martin Halter 1981 in dritter Generation die Führung des Ateliers, welches fortan den Namen Art in Martin trug. Zwischen 1976 und 1991 engagierte sich Martin Halter ausserdem in der beruflichen Nachwuchsförderung, indem er als Fachlehrer im Nebenamt Lehrlingsklassen an der Schule für Gestaltung in Bern unterrichtete.
Nach hundertjährigem Bestehen schloss das Glasmaler-Atelier Halter 2016 seine Tore. Es ist mit einer grossen Anzahl dokumentierter Arbeiten (Nachlässen) in verschiedenen Schweizer Institutionen vertreten, u. a. im Schweizerischen Nationalmuseum in Zürich, im Bernischen Historischen Museum, in der Berner-Design-Stiftung, im Vitromusée in Romont, im Musée Ariana in Genf und in der Burgerbibliothek Bern.

## Archiv
Das sich in der Burgerbibliothek Bern befindende Firmenarchiv dokumentiert das hundertjährige Bestehen des Glaskunstateliers Halter schriftlich und grafisch: Zum einen ist im Firmenarchiv eine detaillierte Werkdokumentation überliefert, welche die vielgestaltigen Aufträge – von der Restauration von Kirchenfenstern und Wappenscheiben bis hin zur Konzipierung und Umsetzung grafischer Privataufträge – dokumentiert. Das Atelier führte Aufträge in der Schweiz und im Ausland aus. Zum andern beinhaltet das Firmenarchiv grafische Arbeiten der drei Generationen Halter auf Papier (Skizzen, Entwürfe und Scheibenrisse) sowie eine Sammlung von Glasplatten-Negativen mit Aufnahmen der nach den Vorlagen bekannter Künstler wie Leo Steck, Paul Boesch, Rudolf Münger und Albin Schweri ausgeführten Glasgemälde.

## Schriften
- Martin Halter: Schutzverglasung und Restaurierung. Erfahrungen und Beispiele aus der Praxis. In: KGS Forum. Nr. 7. Bundesamt für Zivilschutz (BZS), Sektion Kulturgüterschutz (KGS), Bern 2005, S. 35–40.
- Martin Halter: Farbglaswelt. Jürg Halter, Bern 2013, S. 19.
- Martin Halter, Mirjam Fischer, Jürg Halter (Hrsg.): Farbglaswelten. Ein aussergewöhnliches Kunsthandwerk. Haupt, Bern 2016, ISBN 978-3-258-60157-1, S. 152.